# Olympische Sommerspiele 1920/Teilnehmer (Dänemark)
| Gelbes Symbol für Goldmedaillen mit stilisierten Olympischen Ringen | Graues Symbol für Silbermedaillen mit stilisierten Olympischen Ringen | Braundes Symbol für Bronzemedaillen mit stilisierten Olympischen Ringen |
| ------------------------------------------------------------------- | --------------------------------------------------------------------- | ----------------------------------------------------------------------- |
| 3                                                                   | 9                                                                     | 1                                                                       |

Dänemark nahm an den Olympischen Sommerspielen 1920 in Antwerpen, Belgien, mit einer Delegation von 154 Sportlern teil. Dabei konnten die Athleten drei Gold-, neun Silber- und eine Bronzemedaille gewinnen.

## Medaillengewinner

### Gold
| Name | Sportart       | Wettkampf                            |
| --- | -------------- | ------------------------------------ |
| Lars Jørgen Madsen Niels Larsen Anders Petersen Erik Sætter-Lassen Anders Peter Nielsen | Schießen       | Armeegewehr Mannschaft stehend 300 m |
| Georg Albertsen Rudolf Andersen Viggo Dibbern Aage Frandsen Hugo Helsten Harry Holm Herold Jansson Robert Johnsen Christian Juhl Vilhelm Lange Svend Madsen Peder Marcussen Peder Møller Niels Turin Nielsen Steen Olsen Christian Møller Pedersen Hans Rønne Harry Sørensen Christian Thomas Knud Vermehren | Turnen         | Freies System                        |
| Stefanie Clausen | Wasserspringen | Turmspringen 4 m und 8 m             |

### Silber
| Name | Sportart       | Wettkampf                              |
| --- | -------------- | -------------------------------------- |
| Søren Petersen | Boxen          | Schwergewicht                          |
| Anders Pedersen | Boxen          | Fliegengewicht                         |
| Gotfred Johansen | Boxen          | Leichtgewicht                          |
| Hans Bjerrum Ejvind Blach Niels Blach Steen Due Thorvald Eigenbrod Frands Faber Hans Jørgen Hansen Hans Herlak Henning Holst Erik Husted Paul Metz Andreas Rasmussen | Hockey         | Männer                                 |
| Henry Petersen | Leichtathletik | Stabhochsprung                         |
| Poul Hansen | Ringen         | Schwergewicht                          |
| Niels Larsen | Schießen       | Freies Gewehr Dreistellungskampf 300 m |
| Lars Jørgen Madsen | Schießen       | Armeegewehr stehend 300 m              |
| Johannes Birk Frede Hansen Frederik Hansen Kristian Hansen Hans Hovgaard Jakobsen Aage Jørgensen Alfred Frøkjær Jørgensen Alfred Ollerup Jørgensen Arne Jørgensen Knud Kirkeløkke Jens Lambæk Kristjan Larsen Kristian Madsen Niels Erik Nielsen Niels Kristian Nielsen Dynes Pedersen Hans Pedersen Johannes Pedersen Peder Dorf Pedersen Rasmus Rasmussen Hans Christian Sørensen Hans Laurids Sørensen Søren Sørensen Georg Vest Aage Walther | Turnen         | Schwedisches System                    |

### Bronze
| Name             | Sportart | Wettkampf         |
| ---------------- | -------- | ----------------- |
| Johannes Eriksen | Ringen   | Halbschwergewicht |

## Teilnehmer nach Sportarten

### Boxen
| Athlet           | Disziplin                        | Erste Runde          | Achtelfinale         | Viertelfinale       | Halbfinale           | Finale/Kampf um Platz 3 | Finale/Kampf um Platz 3 |
| Athlet           | Disziplin                        | Gegner Ergebnis      | Gegner Ergebnis      | Gegner Ergebnis     | Gegner Ergebnis      | Gegner Ergebnis         | Platz                   |
| ---------------- | -------------------------------- | -------------------- | -------------------- | ------------------- | -------------------- | ----------------------- | ----------------------- |
| Emil Andreasen   | Halbschwergewicht (bis 79,38 kg) | nicht ausgetragen    | Freilos              | Hugh Brown Verloren | nicht erreicht       | nicht erreicht          | Fünfter                 |
| Nick Clausen     | Federgewicht (bis 57,15 kg)      | Freilos              | Newton Gewonnen      | Zivic Verloren      | nicht erreicht       | nicht erreicht          | Fünfter                 |
| Einer Jensen     | Fliegengewicht (bis 50,80 kg)    | nicht ausgetragen    | Cuthbertson Verloren | nicht erreicht      | nicht erreicht       | nicht erreicht          | Neunter                 |
| Johan Jensen     | Leichtgewicht (bis 61,24 kg)     | nicht ausgetragen    | Newton Verloren      | nicht erreicht      | nicht erreicht       | nicht erreicht          | Neunter                 |
| Gotfred Johansen | Leichtgewicht (bis 61,24 kg)     | nicht ausgetragen    | Neys Gewonnen        | Cassidy Gewonnen    | Newton Gewonnen      | Mosberg Verloren        | Zweiter                 |
| Georg Kruse      | Mittelgewicht (bis 72,57 kg)     | Freilos              | Rey-Golliet Verloren | nicht erreicht      | nicht erreicht       | nicht erreicht          | Neunter                 |
| Hans Nielsen     | Federgewicht (bis 57,15 kg)      | Freilos              | Cater Verloren       | nicht erreicht      | nicht erreicht       | nicht erreicht          | Neunter                 |
| Martin Olsen     | Mittelgewicht (bis 72,57 kg)     | Freilos              | White Gewonnen       | Strømme Verloren    | nicht erreicht       | nicht erreicht          | Fünfter                 |
| Anders Pedersen  | Fliegengewicht (bis 50,80 kg)    | nicht ausgetragen    | van Dijk Gewonnen    | Zivic Gewonnen      | Cuthbertson Gewonnen | Genaro Verloren         | Zweiter                 |
| Søren Petersen   | Schwergewicht (über 79,38 kg)    | nicht ausgetragen    | Freilos              | Dove Gewonnen       | Spengler Gewonnen    | Rawson Verloren         | Zweiter                 |
| Ivan Schannong   | Weltergewicht (bis 66,68 kg)     | Heuckelbach Gewonnen | Colberg Verloren     | nicht erreicht      | nicht erreicht       | nicht erreicht          | Neunter                 |
| August Suhr      | Weltergewicht (bis 66,68 kg)     | Freilos              | De Smet Gewonnen     | Ireland Verloren    | nicht erreicht       | nicht erreicht          | Fünfter                 |

### Fechten
| Fencer                                                                             | Event               | First round       | First round       | Quarterfinals     | Quarterfinals     | Semifinals        | Semifinals        | Final          | Final          |
| Fencer                                                                             | Event               | Result            | Rank              | Result            | Rank              | Result            | Rank              | Result         | Rank           |
| ---------------------------------------------------------------------------------- | ------------------- | ----------------- | ----------------- | ----------------- | ----------------- | ----------------- | ----------------- | -------------- | -------------- |
| Otto Bærentzen                                                                     | Degen, Einzel       | 4–4               | Fünfter           | nicht erreicht    | nicht erreicht    | nicht erreicht    | nicht erreicht    | nicht erreicht | nicht erreicht |
| Aage Berntsen                                                                      | Degen, Einzel       | 3–4               | Vierter           | 4–7               | Zehnter           | nicht erreicht    | nicht erreicht    | nicht erreicht | nicht erreicht |
| Aage Berntsen                                                                      | Florett, Einzel     | nicht ausgetragen | nicht ausgetragen | 0–5               | Sechster          | nicht erreicht    | nicht erreicht    | nicht erreicht | nicht erreicht |
| Aage Berntsen                                                                      | Säbel, Einzel       | nicht ausgetragen | nicht ausgetragen | 5–2               | Vierter           | 0–6               | Siebter           | nicht erreicht | nicht erreicht |
| Verner Bonde                                                                       | Florett, Einzel     | nicht ausgetragen | nicht ausgetragen | 0–4               | Fünfter           | nicht erreicht    | nicht erreicht    | nicht erreicht | nicht erreicht |
| Georg Hegner                                                                       | Degen, Einzel       | 1–7               | Achter            | nicht erreicht    | nicht erreicht    | nicht erreicht    | nicht erreicht    | nicht erreicht | nicht erreicht |
| Georg Hegner                                                                       | Florett, Einzel     | nicht ausgetragen | nicht ausgetragen | 4–4               | Vierter           | nicht erreicht    | nicht erreicht    | nicht erreicht | nicht erreicht |
| Einar Levison                                                                      | Degen, Einzel       | 4–2               | Dritter           | 4–4               | Dritter           | 0–11              | Zwölfter          | nicht erreicht | nicht erreicht |
| Einar Levison                                                                      | Florett, Einzel     | nicht ausgetragen | nicht ausgetragen | 4–2               | Dritter           | 1–4               | Fünfter           | nicht erreicht | nicht erreicht |
| Ivan Osiier                                                                        | Degen, Einzel       | 3–6               | Siebter           | nicht erreicht    | nicht erreicht    | nicht erreicht    | nicht erreicht    | nicht erreicht | nicht erreicht |
| Ivan Osiier                                                                        | Florett, Einzel     | nicht ausgetragen | nicht ausgetragen | 4–2               | Zweiter           | 3–2               | Dritter           | 4–7            | Achter         |
| Poul Rasmussen                                                                     | Degen, Einzel       | 6–3               | Zweiter           | 4–6               | Neunter           | nicht erreicht    | nicht erreicht    | nicht erreicht | nicht erreicht |
| Kay Schrøder                                                                       | Degen, Einzel       | 3–4               | Sechster          | nicht erreicht    | nicht erreicht    | nicht erreicht    | nicht erreicht    | nicht erreicht | nicht erreicht |
| Kay Schrøder                                                                       | Florett, Einzel     | nicht ausgetragen | nicht ausgetragen | 0–8               | Neunter           | nicht erreicht    | nicht erreicht    | nicht erreicht | nicht erreicht |
| Aage Berntsen Verner Bonde Einar Levison Ivan Osiier Poul Rasmussen                | Säbel, Mannschaft   | nicht ausgetragen | nicht ausgetragen | nicht ausgetragen | nicht ausgetragen | nicht ausgetragen | nicht ausgetragen | 2–5            | Sechster       |
| Georg Hegner Einar Levison Ivan Osiier Poul Rasmussen Kay Schrøder                 | Florett, Mannschaft | nicht ausgetragen | nicht ausgetragen | nicht ausgetragen | nicht ausgetragen | 3–1               | Zweiter           | 1–3            | Vierter        |
| Otto Bærentzen Aage Berntsen Georg Hegner Einar Levison Ivan Osiier Poul Rasmussen | Degen, Mannschaft   | nicht ausgetragen | nicht ausgetragen | nicht ausgetragen | nicht ausgetragen | 1–4               | Fünfter           | nicht erreicht | nicht erreicht |

### Fußball
- Achtelfinale

Sophus Hansen (Torwart)
Nils Middelboe
Steen Blicher
Christian Grøthan
Ivar Lykke (Kapitän)
Gunnar Aaby
Leo Dannin
Michael Rohde
Viggo Jørgensen
Alf Olsen
Bernhard Andersen
nicht eingesetzt:
Poul Graae
Carl Hansen
Jens Jensen
Vilhelm Jørgensen
Poul Nielsen
Svend Ringsted
Fritz Tarp
Holger Forchhammer
Samuel Thorsteinsson
Paul Berth
Kristian Middelboe
Trainer:
 Jack Carr

### Gewichtheben
| Athlet           | Disziplin                         | Finale   | Finale   |
| Athlet           | Disziplin                         | Ergebnis | Platz    |
| ---------------- | --------------------------------- | -------- | -------- |
| Niels Florin     | Federgewicht (bis 60 kg)          | 180,0    | Zehnter  |
| Thorvald Hansen  | Leichtgewicht (bis 67,5 kg)       | 202,5    | Elfter   |
| Christian Jensen | Mittelgewicht (bis 75 kg)         | 215,0    | Sechster |
| Ejnar Jensen     | Schwergewicht (über 82,5 kg)      | 250,0    | Vierter  |
| Søren Petersen   | Leichtschwergewicht (bis 82,5 kg) | 217,5    | Zehnter  |

### Hockey
- Zweiter
Hans Bjerrum
Ejvind Blach
Niels Blach
Steen Due
Thorvald Eigenbrod
Frands Faber
Hans Jørgen Hansen
Hans Herlak
Henning Holst
Erik Husted
Paul Metz
Andreas Rasmussen

### Leichtathletik
| Athlet                                                                  | Disziplin                     | Vorlauf           | Vorlauf           | Viertelfinale     | Viertelfinale     | Halbfinale        | Halbfinale        | Finale         | Finale         |
| Athlet                                                                  | Disziplin                     | Ergebnis          | Platz             | Ergebnis          | Platz             | Ergebnis          | Platz             | Ergebnis       | Platz          |
| ----------------------------------------------------------------------- | ----------------------------- | ----------------- | ----------------- | ----------------- | ----------------- | ----------------- | ----------------- | -------------- | -------------- |
| Albert Andersen                                                         | 10.000 m                      | nicht ausgetragen | nicht ausgetragen | nicht ausgetragen | nicht ausgetragen | 32:58,4 min       | Dritter           | DNF            | DNF            |
| Albert Andersen                                                         | Crosslauf, Einzelwertung      | nicht ausgetragen | nicht ausgetragen | nicht ausgetragen | nicht ausgetragen | nicht ausgetragen | nicht ausgetragen | k. A.          | 20.            |
| Fritiof Normann Andersen                                                | 100 m                         | k. A.             | Vierter           | nicht erreicht    | nicht erreicht    | nicht erreicht    | nicht erreicht    | nicht erreicht | nicht erreicht |
| Julius Ebert                                                            | 10.000 m                      | nicht ausgetragen | nicht ausgetragen | nicht ausgetragen | nicht ausgetragen | DNF               | DNF               | nicht erreicht | nicht erreicht |
| Julius Ebert                                                            | Crosslauf, Einzelwertung      | nicht ausgetragen | nicht ausgetragen | nicht ausgetragen | nicht ausgetragen | nicht ausgetragen | nicht ausgetragen | k. A.          | 35.            |
| Rudolf Hansen                                                           | Marathon                      | nicht ausgetragen | nicht ausgetragen | nicht ausgetragen | nicht ausgetragen | nicht ausgetragen | nicht ausgetragen | 2:41:39,4 h    | Achter         |
| Axel Jensen                                                             | Marathon                      | nicht ausgetragen | nicht ausgetragen | nicht ausgetragen | nicht ausgetragen | nicht ausgetragen | nicht ausgetragen | DNF            | DNF            |
| Jón Jónsen                                                              | 5000 m                        | nicht ausgetragen | nicht ausgetragen | nicht ausgetragen | nicht ausgetragen | k. A.             | Siebter           | nicht erreicht | nicht erreicht |
| Jón Jónsen                                                              | Crosslauf, Einzelwertung      | nicht ausgetragen | nicht ausgetragen | nicht ausgetragen | nicht ausgetragen | nicht ausgetragen | nicht ausgetragen | k. A.          | 28.            |
| Artur Nielsen                                                           | 5000 m                        | nicht ausgetragen | nicht ausgetragen | nicht ausgetragen | nicht ausgetragen | DNF               | DNF               | nicht erreicht | nicht erreicht |
| Artur Nielsen                                                           | Crosslauf, Einzelwertung      | nicht ausgetragen | nicht ausgetragen | nicht ausgetragen | nicht ausgetragen | nicht ausgetragen | nicht ausgetragen | DNF            | DNF            |
| Niels Pedersen                                                          | 3000 m Gehen                  | nicht ausgetragen | nicht ausgetragen | nicht ausgetragen | nicht ausgetragen | 14:06,3 min       | Fünfter           | 13:36,8 min    | Elfter         |
| Niels Pedersen                                                          | 10.000 m Gehen                | nicht ausgetragen | nicht ausgetragen | nicht ausgetragen | nicht ausgetragen | DSQ               | DSQ               | nicht erreicht | nicht erreicht |
| Gunnar Rasmussen                                                        | 3000 m Gehen                  | nicht ausgetragen | nicht ausgetragen | nicht ausgetragen | nicht ausgetragen | DSQ               | DSQ               | nicht erreicht | nicht erreicht |
| Gunnar Rasmussen                                                        | 10.000 m Gehen                | nicht ausgetragen | nicht ausgetragen | nicht ausgetragen | nicht ausgetragen | DSQ               | DSQ               | nicht erreicht | nicht erreicht |
| Sofus Rose                                                              | Marathon                      | nicht ausgetragen | nicht ausgetragen | nicht ausgetragen | nicht ausgetragen | nicht ausgetragen | nicht ausgetragen | 2:41:18,0 h    | Fünfter        |
| August Sørensen                                                         | 100 m                         | 11,3 s            | Zweiter           | k. A.             | Vierter           | nicht erreicht    | nicht erreicht    | nicht erreicht | nicht erreicht |
| August Sørensen                                                         | 200 m                         | 23,8 s            | Zweiter           | k. A.             | Vierter           | nicht erreicht    | nicht erreicht    | nicht erreicht | nicht erreicht |
| Henrik Sørensen                                                         | Crosslauf, Einzelwertung      | nicht ausgetragen | nicht ausgetragen | nicht ausgetragen | nicht ausgetragen | nicht ausgetragen | nicht ausgetragen | k. A.          | 27.            |
| Marinus Sørensen                                                        | 100 m                         | 11,2 s            | Zweiter           | k. A.             | Vierter           | nicht erreicht    | nicht erreicht    | nicht erreicht | nicht erreicht |
| Henri Thorsen                                                           | 110 m Hürden                  | nicht ausgetragen | nicht ausgetragen | 16,8 s            | Erster            | k. A.             | Vierter           | DNF            | DNF            |
| Fritiof Normann Andersen August Sørensen Marinus Sørensen Henri Thorsen | 4 × 100 m Staffel             | nicht ausgetragen | nicht ausgetragen | nicht ausgetragen | nicht ausgetragen | 43,8 s            | Zweiter           | 43,3 s         | Fünfter        |
| Albert Andersen Julius Ebert Jón Jónsen Artur Nielsen Henrik Sørensen   | Crosslauf, Mannschaftswertung | nicht ausgetragen | nicht ausgetragen | nicht ausgetragen | nicht ausgetragen | nicht ausgetragen | nicht ausgetragen | 53             | Siebter        |
| Athlet                                                                  | Disziplin                     | Vorlauf           | Vorlauf           |                   |                   |                   |                   | Final          | Final          |
| Athlet                                                                  | Disziplin                     | Ergebnis          | Platz             | Ergebnis          | Platz             |                   |                   |                |                |
| Valther Jensen                                                          | Diskuswurf                    | 38,23 m           | Siebter           | nicht ausgetragen | nicht ausgetragen | nicht ausgetragen | nicht ausgetragen | nicht erreicht | nicht erreicht |
| Laurits Jørgensen                                                       | Stabhochsprung                | 3,60 m            | Erster            | nicht ausgetragen | nicht ausgetragen | nicht ausgetragen | nicht ausgetragen | 3,60 m         | Sechster       |
| Frederik Petersen                                                       | Kugelstoßen                   | 12,525 m          | Elfter            | nicht ausgetragen | nicht ausgetragen | nicht ausgetragen | nicht ausgetragen | nicht erreicht | nicht erreicht |
| Frederik Petersen                                                       | Speerwurf                     | 42,13 m           | 19.               | nicht ausgetragen | nicht ausgetragen | nicht ausgetragen | nicht ausgetragen | nicht erreicht | nicht erreicht |
| Henry Petersen                                                          | Stabhochsprung                | 3,60 m            | Erster            | nicht ausgetragen | nicht ausgetragen | nicht ausgetragen | nicht ausgetragen | 3,70 m         | Zweiter        |

### Moderner Fünfkampf
| Athlet             | Finale | Finale  | Finale   | Finale    | Finale | Finale | Finale   |
| Athlet             | Reiten | Fechten | Schießen | Schwimmen | Laufen | Gesamt | Platz    |
| ------------------ | ------ | ------- | -------- | --------- | ------ | ------ | -------- |
| Ejner Augsburg     | 14     | 4       | 14       | 8         | 17     | 57     | Neunter  |
| Harry Bjørnholm    | 8      | 20      | 18       | 3         | 15     | 61     | Zwölfter |
| Marius Christensen | 12     | 7       | 3        | 7         | 18     | 47     | Fünfter  |
| Johan Skjoldager   | 7      | 17      | 22       | 20        | 14     | 77     | 20.      |

### Radsport
| Athlet                                                       | Disziplin                  |                   |                   |                   |                   |                          |                          |                      |                      |                   |                   | Finale         | Finale         |
| Athlet                                                       | Disziplin                  | Ergebnis          | Platz             |                   |                   |                          |                          |                      |                      |                   |                   |                |                |
| ------------------------------------------------------------ | -------------------------- | ----------------- | ----------------- | ----------------- | ----------------- | ------------------------ | ------------------------ | -------------------- | -------------------- | ----------------- | ----------------- | -------------- | -------------- |
| Georg Claussen                                               | Einzelzeitfahren (175 km)  | nicht ausgetragen | nicht ausgetragen | nicht ausgetragen | nicht ausgetragen | nicht ausgetragen        | nicht ausgetragen        | nicht ausgetragen    | nicht ausgetragen    | nicht ausgetragen | nicht ausgetragen | 5:02:12,2 h    | 20.            |
| Kristian Frisch                                              | Einzelzeitfahren (175 km)  | nicht ausgetragen | nicht ausgetragen | nicht ausgetragen | nicht ausgetragen | nicht ausgetragen        | nicht ausgetragen        | nicht ausgetragen    | nicht ausgetragen    | nicht ausgetragen | nicht ausgetragen | 5:01:18,8 h    | 19.            |
| Johan Johansen                                               | Einzelzeitfahren (175 km)  | nicht ausgetragen | nicht ausgetragen | nicht ausgetragen | nicht ausgetragen | nicht ausgetragen        | nicht ausgetragen        | nicht ausgetragen    | nicht ausgetragen    | nicht ausgetragen | nicht ausgetragen | 4:52:00,2 h    | Elfter         |
| Johan Lundgren                                               | Einzelzeitfahren (175 km)  | nicht ausgetragen | nicht ausgetragen | nicht ausgetragen | nicht ausgetragen | nicht ausgetragen        | nicht ausgetragen        | nicht ausgetragen    | nicht ausgetragen    | nicht ausgetragen | nicht ausgetragen | 4:58:01,0 h    | 17.            |
| Georg Claussen Kristian Frisch Johan Johansen Johan Lundgren | Mannschaftsfahren (175 km) | nicht ausgetragen | nicht ausgetragen | nicht ausgetragen | nicht ausgetragen | nicht ausgetragen        | nicht ausgetragen        | nicht ausgetragen    | nicht ausgetragen    | nicht ausgetragen | nicht ausgetragen | 19:52:32,2 h   | Vierter        |
| Athlet                                                       | Disziplin                  | Vorlauf           | Vorlauf           | Viertelfinale     | Viertelfinale     | Hoffnungslauf Halbfinale | Hoffnungslauf Halbfinale | Hoffnungslauf Finale | Hoffnungslauf Finale | Halbfinale        | Halbfinale        | Finale         | Finale         |
| Athlet                                                       | Disziplin                  | Ergebnis          | Platz             | Ergebnis          | Platz             | Ergebnis                 | Platz                    | Ergebnis             | Platz                | Ergebnis          | Platz             | Ergebnis       | Platz          |
| Henri Andersen                                               | Sprint                     | 13,6 s            | Erster            | k. A.             | Zweiter           | k. A.                    | Zweiter                  | nicht erreicht       | nicht erreicht       | nicht erreicht    | nicht erreicht    | nicht erreicht | nicht erreicht |
| Axel Hansen                                                  | Sprint                     | k. A.             | Dritter           | nicht erreicht    | nicht erreicht    | nicht erreicht           | nicht erreicht           | nicht erreicht       | nicht erreicht       | nicht erreicht    | nicht erreicht    | nicht erreicht | nicht erreicht |
| Henri Andersen Axel Hansen                                   | Tandem                     | nicht ausgetragen | nicht ausgetragen | k. A.             | Zweiter           | nicht ausgetragen        | nicht ausgetragen        | nicht ausgetragen    | nicht ausgetragen    | nicht erreicht    | nicht erreicht    | nicht erreicht | nicht erreicht |

### Ringen
| Athlet                    | Disziplin                       | Erste Runde       | Achtelfinale         | Viertelfinale           | Halbfinale           | Finale              | Platz    |
| Athlet                    | Disziplin                       | Erste Runde       | Achtelfinale         | Viertelfinale um Silber | Halbfinale um Silber | Finale im Silber    | Platz    |
| Athlet                    | Disziplin                       | Erste Runde       | Achtelfinale         | Viertelfinale um Bronze | Halbfinale um Bronze | Finale um Bronze    | Platz    |
| ------------------------- | ------------------------------- | ----------------- | -------------------- | ----------------------- | -------------------- | ------------------- | -------- |
| griechisch-römischer Stil |                                 |                   |                      |                         |                      |                     |          |
| Emil Christensen          | Mittelgewicht (bis 75 kg)       | Lindfors Verloren | nicht erreicht       | nicht erreicht          | nicht erreicht       | nicht erreicht      | Fünfter  |
| Emil Christensen          | Mittelgewicht (bis 75 kg)       | Lindfors Verloren | nicht erreicht       | nicht erreicht          |                      |                     | Fünfter  |
| Emil Christensen          | Mittelgewicht (bis 75 kg)       | Lindfors Verloren | nicht erreicht       | Freilos                 | Johnsen Verloren     | nicht erreicht      | Fünfter  |
| Fritz Christiansen        | Leichtgewicht (bis 67,5 kg)     | Väre Verloren     | nicht erreicht       | nicht erreicht          | nicht erreicht       | nicht erreicht      | Neunter  |
| Fritz Christiansen        | Leichtgewicht (bis 67,5 kg)     | Väre Verloren     | nicht erreicht       | Janssens Verloren       | nicht erreicht       | nicht erreicht      | Neunter  |
| Fritz Christiansen        | Leichtgewicht (bis 67,5 kg)     | Väre Verloren     | nicht erreicht       | nicht erreicht          |                      |                     | Neunter  |
| Johannes Eriksen          | Halbschwergewicht (bis 82,5 kg) | Freilos           | Pendleton Gewonnen   | Johansson Verloren      | nicht erreicht       | nicht erreicht      | Dritter  |
| Johannes Eriksen          | Halbschwergewicht (bis 82,5 kg) | Freilos           | Pendleton Gewonnen   | nicht ausgetragen       | Sint Gewonnen        | Rosenqvist Verloren | Dritter  |
| Johannes Eriksen          | Halbschwergewicht (bis 82,5 kg) | Freilos           | Pendleton Gewonnen   | nicht ausgetragen       |                      |                     | Dritter  |
| Frants Frisenfeldt        | Leichtgewicht (bis 67,5 kg)     | Pavlidis Gewonnen | Savonnet Gewonnen    | Metropoulos Gewonnen    | Väre Verloren        | nicht erreicht      | Siebter  |
| Frants Frisenfeldt        | Leichtgewicht (bis 67,5 kg)     | Pavlidis Gewonnen | Savonnet Gewonnen    | Freilos                 | Rohon Gewonnen       | Tamminen Verloren   | Siebter  |
| Frants Frisenfeldt        | Leichtgewicht (bis 67,5 kg)     | Pavlidis Gewonnen | Savonnet Gewonnen    | Andersen Verloren       | Did not advance      | Did not advance     | Siebter  |
| Poul Hansen               | Schwergewicht (über 82,5 kg)    | Freilos           | Weyand Gewonnen      | Nieminen Gewonnen       | Lindfors Verloren    | nicht erreicht      | Zweiter  |
| Poul Hansen               | Schwergewicht (über 82,5 kg)    | Freilos           | Weyand Gewonnen      | Dame Gewonnen           | Gasiglia Gewonnen    | Willkie Gewonnen    | Zweiter  |
| Poul Hansen               | Schwergewicht (über 82,5 kg)    | Freilos           | Weyand Gewonnen      | Silbermedaille gewonnen |                      |                     | Zweiter  |
| Svend Jensen              | Federgewicht (bis 60 kg)        | Freilos           | Svensson Verloren    | nicht erreicht          | nicht erreicht       | nicht erreicht      | Elfter   |
| Svend Jensen              | Federgewicht (bis 60 kg)        | Freilos           | Svensson Verloren    | nicht ausgetragen       | nicht erreicht       | nicht erreicht      | Elfter   |
| Svend Jensen              | Federgewicht (bis 60 kg)        | Freilos           | Svensson Verloren    | nicht erreicht          |                      |                     | Elfter   |
| Emil Larsen               | Schwergewicht (über 82,5 kg)    | Freilos           | Nieminen Verloren    | nicht erreicht          | nicht erreicht       | nicht erreicht      | Zwölfter |
| Emil Larsen               | Schwergewicht (über 82,5 kg)    | Freilos           | Nieminen Verloren    | nicht erreicht          |                      |                     | Zwölfter |
| Emil Larsen               | Schwergewicht (über 82,5 kg)    | Freilos           | Nieminen Verloren    | nicht erreicht          |                      |                     | Zwölfter |
| Svend Nielsen             | Mittelgewicht (bis 75 kg)       | Leloux Gewonnen   | Perttilä Verloren    | nicht erreicht          | nicht erreicht       | nicht erreicht      | Zwölfter |
| Svend Nielsen             | Mittelgewicht (bis 75 kg)       | Leloux Gewonnen   | Perttilä Verloren    | nicht erreicht          |                      |                     | Zwölfter |
| Svend Nielsen             | Mittelgewicht (bis 75 kg)       | Leloux Gewonnen   | Perttilä Verloren    | nicht erreicht          |                      |                     | Zwölfter |
| Axel Tetens               | Halbschwergewicht (bis 82,5 kg) | Freilos           | Kruusenberg Gewonnen | Maichle Gewonnen        | Johansson Verloren   | nicht erreicht      | Vierter  |
| Axel Tetens               | Halbschwergewicht (bis 82,5 kg) | Freilos           | Kruusenberg Gewonnen | nicht ausgetragen       | Rosenqvist Verloren  | nicht erreicht      | Vierter  |
| Axel Tetens               | Halbschwergewicht (bis 82,5 kg) | Freilos           | Kruusenberg Gewonnen | nicht ausgetragen       |                      |                     | Vierter  |
| Rasmus Torgensen          | Federgewicht (bis 60 kg)        | Řezáč Gewonnen    | Bovis Gewonnen       | Kähkönen Verloren       | nicht erreicht       | nicht erreicht      | Vierter  |
| Rasmus Torgensen          | Federgewicht (bis 60 kg)        | Řezáč Gewonnen    | Bovis Gewonnen       | nicht ausgetragen       | nicht erreicht       | nicht erreicht      | Vierter  |
| Rasmus Torgensen          | Federgewicht (bis 60 kg)        | Řezáč Gewonnen    | Bovis Gewonnen       | Brian Gewonnen          | Pütsep Gewonnen      | Svensson Verloren   | Vierter  |

### Rudern
| Athlet         | Disziplin | Viertelfinale | Viertelfinale | Halbfinale     | Halbfinale     | Finale         | Finale         |
| Athlet         | Disziplin | Ergebnis      | Platz         | Ergebnis       | Platz          | Ergebnis       | Platz          |
| -------------- | --------- | ------------- | ------------- | -------------- | -------------- | -------------- | -------------- |
| Theodor Eyrich | Einer     | 8:11,0 min    | Zweiter       | nicht erreicht | nicht erreicht | nicht erreicht | nicht erreicht |

### Schießen
| Athlet                                                                                  | Disziplin                                         | Finale   | Finale        |
| Athlet                                                                                  | Disziplin                                         | Ergebnis | Platz         |
| --------------------------------------------------------------------------------------- | ------------------------------------------------- | -------- | ------------- |
| Anton Andersen                                                                          | Freies Gewehr Dreistellungskampf 300 m            | 878      | k. A.         |
| Anton Andersen                                                                          | Armeegewehr liegend 300 m                         | k. A.    | k. A.         |
| Christian Andersen                                                                      | Scheibenpistole 50 m                              | 407      | k. A.         |
| Povl Gerlow                                                                             | Armeegewehr liegend 600 m                         | 57       | Achter        |
| Laurits Larsen                                                                          | Scheibenpistole 50 m                              | 475      | Vierter       |
| Niels Larsen                                                                            | Scheibenpistole 50 m                              | 470      | Fünfter       |
| Niels Larsen                                                                            | Freies Gewehr Dreistellungskampf 300 m            | 989      | Zweiter       |
| Niels Larsen                                                                            | Armeegewehr liegend 300 m                         | k. A.    | k. A.         |
| Niels Larsen                                                                            | Armeegewehr stehend 300 m                         | 51       | k. A.         |
| Niels Larsen                                                                            | Armeegewehr liegend 600 m                         | 55       | k. A.         |
| Niels Laursen                                                                           | Freies Gewehr Dreistellungskampf 300 m            | 903      | k. A.         |
| Lars Jørgen Madsen                                                                      | Scheibenpistole 50 m                              | 450      | k. A.         |
| Lars Jørgen Madsen                                                                      | Kleinkaliber Einzel 50 m                          | 378      | k. A.         |
| Lars Jørgen Madsen                                                                      | Freies Gewehr Dreistellungskampf 300 m            | 951      | k. A.         |
| Lars Jørgen Madsen                                                                      | Armeegewehr liegend 300 m                         | 57       | k. A.         |
| Lars Jørgen Madsen                                                                      | Armeegewehr stehend 300 m                         | 55       | Zweiter       |
| Lars Jørgen Madsen                                                                      | Armeegewehr liegend 600 m                         | 55       | k. A.         |
| Christen Møller                                                                         | Kleinkaliber Einzel 50 m                          | 359      | k. A.         |
| Christen Møller                                                                         | Armeegewehr liegend 300 m                         | k. A.    | k. A.         |
| Christen Møller                                                                         | Armeegewehr liegend 600 m                         | 55       | k. A.         |
| Anders Peter Nielsen                                                                    | Kleinkaliber Einzel 50 m                          | 374      | k. A.         |
| Anders Peter Nielsen                                                                    | Armeegewehr stehend 300 m                         | 53       | Siebter       |
| Carl Pedersen                                                                           | Scheibenpistole 50 m                              | 413      | k. A.         |
| Anders Petersen                                                                         | Armeegewehr stehend 300 m                         | 53       | Siebter       |
| Peter Petersen                                                                          | Freies Gewehr Dreistellungskampf 300 m            | 923      | k. A.         |
| Otto Plantener                                                                          | Scheibenpistole 50 m                              | 419      | k. A.         |
| Erik Sætter-Lassen                                                                      | Kleinkaliber Einzel 50 m                          | 378      | k. A.         |
| Erik Sætter-Lassen                                                                      | Armeegewehr liegend 300 m                         | k. A.    | k. A.         |
| Erik Sætter-Lassen                                                                      | Armeegewehr stehend 300 m                         | 54       | Vierter       |
| Otto Wegener                                                                            | Kleinkaliber Einzel 50 m                          | 373      | k. A.         |
| Otto Wegener                                                                            | Armeegewehr liegend 600 m                         | 56       | k. A.         |
| Anton Andersen Niels Larsen Niels Laursen Lars Jørgen Madsen Peter Petersen             | Freies Gewehr Dreistellungskampf 300 m Mannschaft | 4644     | Fünfter       |
| Anton Andersen Niels Larsen Lars Jørgen Madsen Peter Petersen Otto Plantener            | Armeegewehr liegend 300 m Mannschaft              | 268      | 13.           |
| Christian Andersen Niels Larsen Lars Jørgen Madsen Carl Pedersen Otto Plantener         | Armeerevolver 50 m Mannschaft                     | 2159     | Achter        |
| Niels Larsen Lars Jørgen Madsen Anders Peter Nielsen Anders Petersen Erik Sætter-Lassen | Armeegewehr stehend 300 m Mannschaft              | 266      | Olympiasieger |
| Lars Jørgen Madsen Christen Møller Anders Peter Nielsen Erik Sætter-Lassen Otto Wegener | Kleinkaliber 50 m Mannschaft                      | 1862     | Vierte        |

### Tennis
| Athlet                      | Disziplin      | Erste Runde       | Zweite Runde                     | Achtelfinale                              | Viertelfinale                                          | Halbfinale                          | Finale                             | Rank    |
| Athlet                      | Disziplin      | Gegner Punkte     | Gegner Punkte                    | Gegner Punkte                             | Gegner Punkte                                          | Gegner Punkte                       | Gegner Punkte                      | Rank    |
| --------------------------- | -------------- | ----------------- | -------------------------------- | ----------------------------------------- | ------------------------------------------------------ | ----------------------------------- | ---------------------------------- | ------- |
| Elsebeth Brehm              | Einzel, Frauen | nicht ausgetragen | Dupont Gewonnen 6–3, 6–4         | Strömberg-von Essen Verloren 7–5, 6–3     | nicht erreicht                                         | nicht erreicht                      | nicht erreicht                     | Neunter |
| Amory Hansen                | Einzel, Frauen | nicht ausgetragen | Freilos                          | d’Ayen Verloren 6–2, 6–3                  | nicht erreicht                                         | nicht erreicht                      | nicht erreicht                     | Neunter |
| Erik Tegner                 | Einzel, Männer | Freilos           | Seiichirō Verloren 6–3, 6–1, 6–2 | nicht erreicht                            | nicht erreicht                                         | nicht erreicht                      | nicht erreicht                     | 17.     |
| Elsebeth Brehm Amory Hansen | Doppel, Frauen | nicht ausgetragen | nicht ausgetragen                | Freilos                                   | Arendt & Storms Verloren 6–1, 6–1                      | nicht erreicht                      | nicht erreicht                     | Fünfter |
| Amory Hansen Erik Tegner    | Mixed          | nicht ausgetragen | Freilos                          | de Borman & Washer Gewonnen 4–6, 8–6, 6–3 | Malmström & Strömberg-von Essen Gewonnen 0–6, 6–1, 6–2 | Décugis & Lenglen Verloren 6–0, 6–1 | Skrbková & Žemla Verloren 8–6, 6–4 | Vierter |

### Turnen
| Athlet | Disziplin           | Finale   | Finale        |
| Athlet | Disziplin           | Ergebnis | Platz         |
| --- | ------------------- | -------- | ------------- |
| Georg Albertsen Rudolf Andersen Viggo Dibbern Aage Frandsen Hugo Helsten Harry Holm Herold Jansson Robert Johnsen Christian Juhl Vilhelm Lange Svend Madsen Peder Marcussen Christian Møller Pedersen Peder Møller Niels Turin Nielsen Steen Olsen Hans Rønne Harry Sørensen Christian Thomas Knud Vermehren | Freies System       | 51,35    | Olympiasieger |
| Johannes Birk Frede Hansen Frederik Hansen Kristian Hansen Hans Hovgaard Jakobsen Aage Jørgensen Alfred Frøkjær Jørgensen Alfred Ollerup Jørgensen Arne Jørgensen Knud Kirkeløkke Jens Lambæk Kristjan Larsen Kristian Madsen Niels Kristian Nielsen Niels Erik Nielsen Dynes Pedersen Hans Pedersen Johannes Pedersen Peder Dorf Pedersen Rasmus Rasmussen Hans Laurids Sørensen Hans Christian Sørensen Søren Sørensen Georg Vest Aage Walther | Schwedisches System | 1324,833 | Zweiter       |

### Wasserspringen
| Athlet           | Disziplin                 | Vorrunde | Vorrunde | Vorrunde | Finale         | Finale         | Finale         |
| Athlet           | Disziplin                 | Punkte   | Ergebnis | Platz    | Punkte         | Ergebnis       | Platz          |
| ---------------- | ------------------------- | -------- | -------- | -------- | -------------- | -------------- | -------------- |
| Männer           |                           |          |          |          |                |                |                |
| Herold Jansson   | Turmspringen 3 m und 10 m | 13       | 152,0    | Zweiter  | 27             | 159,0          | Sechster       |
| Paul Køhler      | Turmspringen 5 m und 10 m | 23       | 387,40   | Fünfter  | nicht erreicht | nicht erreicht | nicht erreicht |
| Svend Sørensen   | Turmspringen 5 m und 10 m | 21       | 414.80   | Fünfter  | nicht erreicht | nicht erreicht | nicht erreicht |
| Svend Sørensen   | Turmspringen 3 m und 10 m | 27       | 1370     | Fünfter  | nicht erreicht | nicht erreicht | nicht erreicht |
| Athlet           | Disziplin                 | Vorrunde | Vorrunde | Vorrunde | Finale         | Finale         | Finale         |
| Athlet           | Disziplin                 | Punkte   | Ergebnis | Platz    | Punkte         | Ergebnis       | Platz          |
| Frauen           |                           |          |          |          |                |                |                |
| Stefanie Clausen | Turmspringen 4 m und 8 m  | 15       | 153,0    | Dritter  | 6              | 173,0          | Olympiasieger  |
| Louise Petersen  | Turmspringen 4 m und 8 m  | 34       | 130,0    | Achter   | nicht erreicht | nicht erreicht | nicht erreicht |